# Paraskeuas Christou
Paraskeuas Christou (in greco: Παρασκευασ Χριστου; Larnaca, 2 febbraio 1984) è un ex calciatore cipriota, di ruolo difensore.

## Carriera

### Club
Durante la sua carriera ha giocato con varie squadre cipriote, tra cui principalmente l'AEK Larnaca.

### Nazionale
Dal 2007 al 2012 ha fatto parte della nazionale cipriota.

## Palmarès

### Club

#### Competizioni nazionali
- Coppa di Cipro: 1

AEK Larnaca: 2003-2004
- Campionato cipriota: 2

APOEL: 2008-2009
Omonia: 2009-2010